# Citharichthys
Citharichthys es un género de peces de la familia Paralichthyidae, del orden Pleuronectiformes. Este género marino fue descrito por primera vez en 1862 por Pieter Bleeker.
Son nativos de los océanos que conforman América, con una sola especie Citharichthys stampflii  de la costa de África Occidental. La mayoría se encuentran en profundidades relativamente bajas, pero el género también incluye especies que se sumergen hasta los 2000 metros; otras habitan en aguas dulces.

## Especies
Especies reconocidas del género:
- Citharichthys abbotti C. E. Dawson, 1969
- Citharichthys amblybregmatus Gutherz & Blackman, 1970
- Citharichthys arctifrons Goode, 1880
- Citharichthys arenaceus Evermann & M. C. Marsh, 1900
- Citharichthys cornutus (Günther, 1880)
- Citharichthys darwini Victor & Wellington, 2013[4]
- Citharichthys dinoceros Goode & T. H. Bean, 1886
- Citharichthys fragilis C. H. Gilbert, 1890
- Citharichthys gilberti O. P. Jenkins & Evermann, 1889
- Citharichthys gnathus Hoshino & Amaoka, 1999
- Citharichthys gordae Beebe & Tee-Van, 1938
- Citharichthys gymnorhinus Gutherz & Blackman, 1970
- Citharichthys macrops Dresel, 1885
- Citharichthys mariajorisae van der Heiden & Mussot-Pérez, 1995
- Citharichthys minutus Cervigón, 1982
- Citharichthys platophrys C. H. Gilbert, 1891
- Citharichthys sordidus (Girard, 1854)
- Citharichthys spilopterus Günther, 1862
- Citharichthys stampflii (Steindachner, 1894)
- Citharichthys stigmaeus D. S. Jordan & C. H. Gilbert, 1882
- Citharichthys surinamensis (Bloch & J. G. Schneider, 1801)
- Citharichthys uhleri D. S. Jorda], 1889
- Citharichthys valdezi Cervigón, 1986
- Citharichthys xanthostigma C. H. Gilbert, 1890

### Lectura recomendada
- Banks, R. C., R. W. McDiarmid, A. L. Gardner, and W. C. Starnes. 2003. Checklist of Vertebrates of the United States, the U.S. Territories, and Canada.
- Aldebert, Y.; M. Desoutter and J.-C. Quéro (1990): "Bothidae". En J. C. Quéro, J. C. Hureau, C. Karrer, A. Post and L. Saldanha (eds.): Check-list of the fishes of the eastern tropical Atlantic (CLOFETA). JNICT, Lisboa; SEI, Paris; e UNESCO, Paris. Vol. 2.
- Shiino, Sueo M. 1976. List of Common Names of Fishes of the World, Those Prevailing among English-speaking Nations. Science Report of Shima Marineland, no. 4. 262.
- Nelson, Joseph S. 1994. Fishes of the World, Third Edition. xvii + 600.
- Burton, Maurice & Robert Burton (1984): Encyclopedia of Fish. Saint Louis, EE.UU: BPC Publishing. ISBN 0-7064-0393-2.
- Eschmeyer, William N., ed. (1998): Catalog of Fishes. Special Publication of the Center for Biodiversity Research and Information, núm. 1, vol. 1-3. San Francisco (California, Estados Unidos): California Academy of Sciences. ISBN 0-940228-47-5.
- Lahuerta Mouriño, F. e Vázquez Álvarez, F. X. (2000): Vocabulario multilingüe de organismos acuáticos. Santiago de Compostela: Junta de Galicia / Termigal. ISBN 84-453-2913-8.
- Nelson, Joseph S. (2006): Fishes of the World. John Wiley & Sons, Inc. ISBN 0-471-25031-7.